# The End of the Innocence (album)
Pour les articles homonymes, voir The End of the Innocence.
Albums de Don Henley
Building the Perfect Beast
(1984) Actual Miles: Henley's Greatest Hits
(1995)
Singles
1. The End of the Innocence
Sortie : juin 1989
2. The Last Worthless Evening
Sortie : octobre 1989
3. The Heart of the Matter
Sortie : janvier 1990
4. How Bad Do You Want It?
Sortie : 1990
5. New York Minute
Sortie : novembre 1990

The End of the Innocence est le 3e album studio du chanteur de rock américain Don Henley, batteur du groupe Eagles, sorti le 27 juin 1989.
Cet album est le plus important succès commercial de la carrière solo de Don Henley, notamment aux États-Unis où il se vend à 6 000 000 d'exemplaires.
La chanson titre, coécrite avec Bruce Hornsby et qui est la première extraite en single, se distingue elle aussi dans les hit-parades américains avec la première place du classement Mainstream Rock Songs et la huitième dans le Billboard Hot 100,. Quatre autres extraits suivront (The Last Worthless Evening, The Heart of the Matter, How Bad Do You Want It? et New York Minute), tous classés dans le Billboard Hot 100. À noter, la présence sur cet album d'invités prestigieux tels que Melissa Etheridge, Bruce Hornsby, Pino Palladino, Jeff Porcaro, Michael Fisher anciennement du groupe Heart aux percussions, Wayne Shorter, Patty Smyth, Edie Brickell, J.D. Souther, etc. 

## Distinctions
L'album permet à Don Henley de remporter le Grammy Award de la meilleure prestation rock masculine.
Le magazine américain Rolling Stone mentionne The End of the Innocence dans sa liste des 500 plus grands albums de tous les temps.   

## Liste des titres
| No  | Titre                      | Auteur                                  | Durée |
| --- | -------------------------- | --------------------------------------- | ----- |
| 1.  | The End of the Innocence   | - Don Henley - Bruce Hornsby            | 5:16  |
| 2.  | How Bad Do You Want It?    | - Henley - Danny Kortchmar - Stan Lynch | 3:47  |
| 3.  | I Will Not Go Quietly      | - Henley - Kortchmar                    | 5:43  |
| 4.  | The Last Worthless Evening | - John Corey - Henley - Lynch           | 6:03  |
| 5.  | New York Minute            | - Henley - Kortchmar - Jai Winding      | 6:37  |
| 6.  | Shangri-La                 | - Henley - Steve Jordan - Kortchmar     | 4:55  |
| 7.  | Little Tin God             | - Henley - Kortchmar - J.D. Souther     | 4:42  |
| 8.  | Gimme What You Got         | - Corey - Henley - Lynch                | 6:10  |
| 9.  | If Dirt Were Dollars       | - Henley - Kortchmar - Souther          | 4:34  |
| 10. | The Heart of the Matter    | - Mike Campbell - Henley - Souther      | 5:24  |

## Musiciens
- Don Henley – chant, batterie (1 et 4), chœurs (6 et 9), harmonies vocales (6 et 7)
- Bruce Hornsby – piano et claviers additionnels (1)
- Jai Winding – clavier basse (1), claviers (5), claviers additionnels (6)
- David Paich – piano et cordes (5), claviers additionnels (7)
- Danny Kortchmar – guitare (2, 3, 5-9), basse (2, 3, 9), batterie (2, 3, 7, 9), claviers (5-7)
- Waddy Wachtel – guitare acoustique (3)
- John Corey – guitare (4 et 8), claviers (4), basse (8)
- Mike Campbell – guitare additionnelle (4), guitare et claviers (10)
- Bob Glaub – basse (4)
- Pino Palladino – basse (5, 6, 7)
- Larry Klein – basse (10)
- Jeff Porcaro – batterie (5)
- Steve Jordan – batterie (6), guitare wah-wah et chœurs (6)
- Michael Fisher – percussions (1)
- Stan Lynch – percussions (4, 9, 10), batterie (8 et 10), basse et guitare (8)
- Jim Keltner – percussions additionnelles (6)
- Wayne Shorter – saxophone soprano (1)
- Steve Madaio – trompette (5)
- Valerie Carter et Patty Smyth – harmonies vocales (2)
- Axl Rose – harmonies vocales (3)
- Take 6 – chœurs (5 et 6)
- Charley Drayton et Ivan Neville – chœurs (6)
- Edie Brickell et Melissa Etheridge – chœurs (8)
- Gloria Estefan et J.D. Souther – chœurs (9)
- Carmen Twillie, Julia Waters et Maxine Waters – chœurs (10)

## Classements hebdomadaires
| Classement (1989)             | Meilleure position |
| ----------------------------- | ------------------ |
| Allemagne (Media Control AG)  | 87                 |
| Australie (ARIA)              | 40                 |
| Canada (RPM Top Albums)       | 8                  |
| États-Unis (Billboard 200)    | 8                  |
| Norvège (VG-lista)            | 15                 |
| Nouvelle-Zélande (RIANZ)      | 37                 |
| Pays-Bas (Mega Album Top 100) | 60                 |
| Royaume-Uni (UK Albums Chart) | 17                 |
| Suède (Sverigetopplistan)     | 11                 |

## Certifications
| Pays                  | Certification | Unités certifiées |
| --------------------- | ------------- | ----------------- |
| Canada (Music Canada) | 2 × Platine   | 200 000           |
| États-Unis (RIAA)     | 6 × Platine   | 6 000 000         |
| Royaume-Uni (BPI)     | Or            | 100 000           |